# Itarema
Itarema là một đô thị thuộc bang Ceará, Brasil. Đô thị này có diện tích 720,668 km², dân số năm 2007 là 34390 người, mật độ 47,72 người/km².